# Burg Alt-Morungen

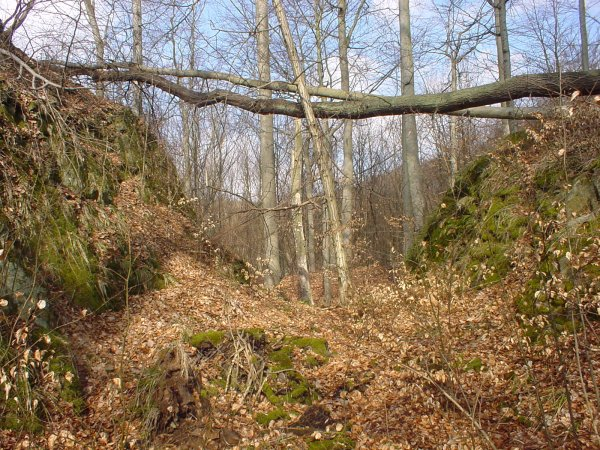
Halsgraben

Die Burg Alt-Morungen ist die Ruine einer Höhenburg etwa 500 Meter westlich des Dorfes Morungen, einem Stadtteil von Sangerhausen, im Bundesland Sachsen-Anhalt. Die Burg war eine kleine reichsunmittelbare Ministerialenburg. Seit dem 13. Jahrhundert ist sie Ruine. Sie galt lange Zeit als die ursprüngliche Burg Morungen und als Geburtsort des Minnesängers Heinrich von Morungen.
Es handelt sich bei der Höhenburg um eine annähernd trapezförmige Anlage von nur etwa 20 mal 30 Meter Ausdehnung auf einer Felsnase über dem Bettelmannsbach. Mit dem östlich befindlichen Bergrücken verbindet sie ein Grat, der von zwei unfertigen Gräben durchschnitten wird. Das zentrale Burggelände ist von einem tiefen, in den Fels gehauenen Graben umgeben und wird im Norden, Osten und Süden von den Resten der Ringmauer umgrenzt.
Die Burgstelle ist frei zugänglich.

## Geschichte
Die erste Nachricht über die Burg stammt aus der ersten Hälfte des 11. Jahrhunderts. Ein Graf Goswin der Ältere von Leige (Großleinungen) wurde als Besitzer von Morungen genannt. Er übergab etwa 1030 die Burg mit allem Zubehör als Mitgift seiner Tochter Sigena von Leinungen anlässlich ihrer Heirat mit Wiprecht, dem Herren des Balsamer Landes. Beider Sohn hieß ebenfalls Wiprecht und ging als Wiprecht von Groitzsch in die Geschichte ein. Als Parteigänger Heinrichs IV. und später Heinrichs V. gewann Wiprecht von Groitzsch zunächst großen Einfluss am Kaiserhof. Später gerieten aber er und sein gleichnamiger Sohn in Konflikt mit dem Kaiserhaus. Um seinen seit 1110 gefangenen Sohn auszulösen, musste Wiprecht unter anderem seine Besitzungen in Morungen 1112 an Kaiser Heinrich den V. zurückgeben. Der belehnte den Grafen Hoyer von Mansfeld mit der Burg. Erst nach der Schlacht am Welfesholz 1115, in der die sächsische Adelsopposition die Kaiserlichen besiegte und Hoyer fiel, erhielt Wiprecht seine Besitzungen zurück.
1157 verkaufte die Familie der Grafen von Groitzsch die Herrschaft an Kaiser Friedrich I. Etwa seit dieser Zeit sind die Herren von Morungen als Burgmannen bekannt. Aus diesem Geschlecht entstammt der Minnesänger Heinrich von Morungen (1150–1220). Es ist ungeklärt, ob seine Person mit Alt- oder Neu-Morungen oder beiden Anlagen in Verbindung zu bringen ist.
Um 1200 wurde die Burg zugunsten der neu errichteten Burg Neu-Morungen aufgegeben und verfiel.
Neue Forschungen, die eine Belagerungsschanze in der Nähe sowie Keramikfunde von der Burg berücksichtigen, legen nahe, dass die Burg im 13. Jahrhundert als Nebenburg zur Burg Neu-Morungen geplant war. Wahrscheinlich wurde sie noch während der Bauarbeiten aufgegeben, vielleicht nach einer Belagerung durch den Landgrafen Albrecht von Thüringen 1266.
Direkt unterhalb der Burg, etwa 80 m westlich an dem dort vorbeifließenden Bach, befindet sich eine größere Eisenschmelzstelle mit zahlreichen Schlacken. Im Bachbett lässt sich der Verhüttungsbereich in Nord-Süd-Richtung auf 20 m verfolgen, die Ausdehnung nach Osten lässt sich ohne Grabung nicht feststellen, nach Westen wird sie durch einen Berghang begrenzt. Am Fuß des Hanges finden sich kleinere Erzreste die aus Brauneisenstein bestehen. Nach weiterem Absuchen konnte der Erzabbau ungefähr 1,5 km nördlich der Burg lokalisiert werden. Auf Grund der Beschaffenheit der Schlacken und geschmolzener Wandungsreste ist ein Zusammenhang der Verhüttungsstätte mit der Burg sehr wahrscheinlich.